# 王旭东 (1954年)
王旭东（1954年—），汉族，中华人民共和国政治人物、第十、十一、十二届全国政协委员。

## 生平
加入九三学社，担任南京中医药大学信息技术学院院长、中医药文献研究所所长、教授。2003年，当选第十届全国政协委员，2008年，当选第十一届全国政协委员，2013年，当选第十二届全国政协委员，代表医药卫生界，分入第四十五组。